# ザ・グレイト・ロックンロール・スウィンドル (映画)
『ザ・グレイト・ロックンロール・スウィンドル』（原題：The Great Rock 'n' Roll Swindle）は、パンク・ロックバンド、セックス・ピストルズのドキュメンタリー映画。

## 概要
ピストルズ・ヒストリーではあるものの実際は、マネージャーのマルコム・マクラーレンが語り手となって、いかにしてロックンロール・インダストリーのトップの座を騙し取ったかが得々と語られる内容となっている。
マルコムの奇妙な語り口とその存在感は圧巻で、当時のピストルズの未公開映像やアニメーションなども織り交ぜられたこの映画はロックミュージシャンのムービーの中ではひときわ異彩を放つものとなった。
「混乱から金を」「実際、演奏ができるよりはできない方がよいのだ」「音楽性はともかく、ジェネレーションギャップを創り出す方が肝心」「ピストルズを有名にするためにはあらゆる競争を避けた。」「音楽にはまったく興味のない弁護士を雇え」「ジョニー・ロットンは最終的には敵側（アメリカ）に身を売ったコラボレーター（対独協力者）」等々、マルコム独自のマネジメント哲学が語られており、彼の状況主義者的スタンスが鮮明になっている。
映画タイトルのナンバー「ザ・グレート・ロックンロール・スウィンドル」の演奏シーンでは、「誰でもピストルズになれる・ガキのオーディション」と銘打ち、そこらへんのガキたちに代わる代わるボーカルを取らせており、ピストルズの虚構ぶりを強調している。
ただし、この内容は「事実無根のでたらめ」とジョニー・ロットンらの怒りを買い、2001年「ノー・フューチャー」という新たなピストルズドキュメンタリーが、同じテンプル監督によって、旧メンバー全面協力のもと作られることになった。
リアルなピストルズストーリーとしては、「ノー・フューチャー」の方が正しい内容である。ただ「グレート・ロックンロール・スウィンドル」は、マルコム・マクラーレンという稀代の詐欺師を強く印象づけ、彼自身を新たなスター、それも一流のトリックスターたらしめるきっかけとなった。
同名のサウンドトラックがリリースされている。詳しくは『ザ・グレイト・ロックン・ロール・スウィンドル』を参照。